# Renault 21
De Renault 21 is een middenklasser van de Franse autobouwer Renault gebouwd van 1986 t/m 1994.
De auto is ook verkocht in Noord-Amerika door American Motors (AMC) dealers als de Renault Medallion en als Eagle Medallion.
De Renault 21 werd gepresenteerd vroeg in 1986 als de opvolger van de succesvolle Renault 18 en opgevolgd in 1994 door de compleet nieuwe Renault Laguna. De Renault 21 is geleverd in drie carrosserievarianten: Een sedan, een zeer ruime station (21 Nevada) en vanaf 1989 een hatchback.
Alles rondom deze auto lijkt in het teken te staan van comfort. Zelfs de basis-uitvoeringen zijn uitgerust met zeer luxe zachte stoelen en de vering/demping is duidelijk afgesteld voor een comfortabel weggedrag.

Zeer ongebruikelijk was het dat de Renault 21 werd geleverd met motoren die op verschillende manieren gemonteerd werden. De 1.7 Liter versie werd in de breedte gemonteerd terwijl de andere motorvarianten in de lengte werden gemonteerd. Deze verschillende manieren van montage hadden als gevolg dat de wielbasis ook verschillend werd. Doordat de viercilinder motoren die geleverd werden in de Renault 21 relatief compact waren was het geen probleem om de motoren in de verschillende configuraties te monteren zonder het passagiercompartiment te beperken in zijn ruimte. Echter zorgden de verschillende manieren van montage voor redelijk wat extra werk voor zowel de fabrieken als de dealers. De hogere kosten die dit met zich mee bracht beperkte de winstgevendheid van de Renault 21.

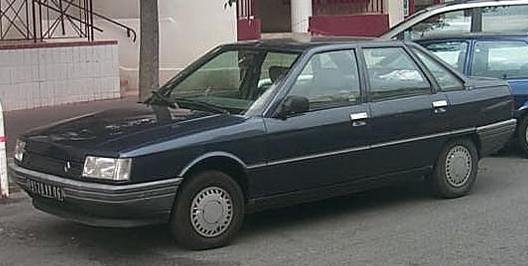
Renault 21: Eerste generatie sedan

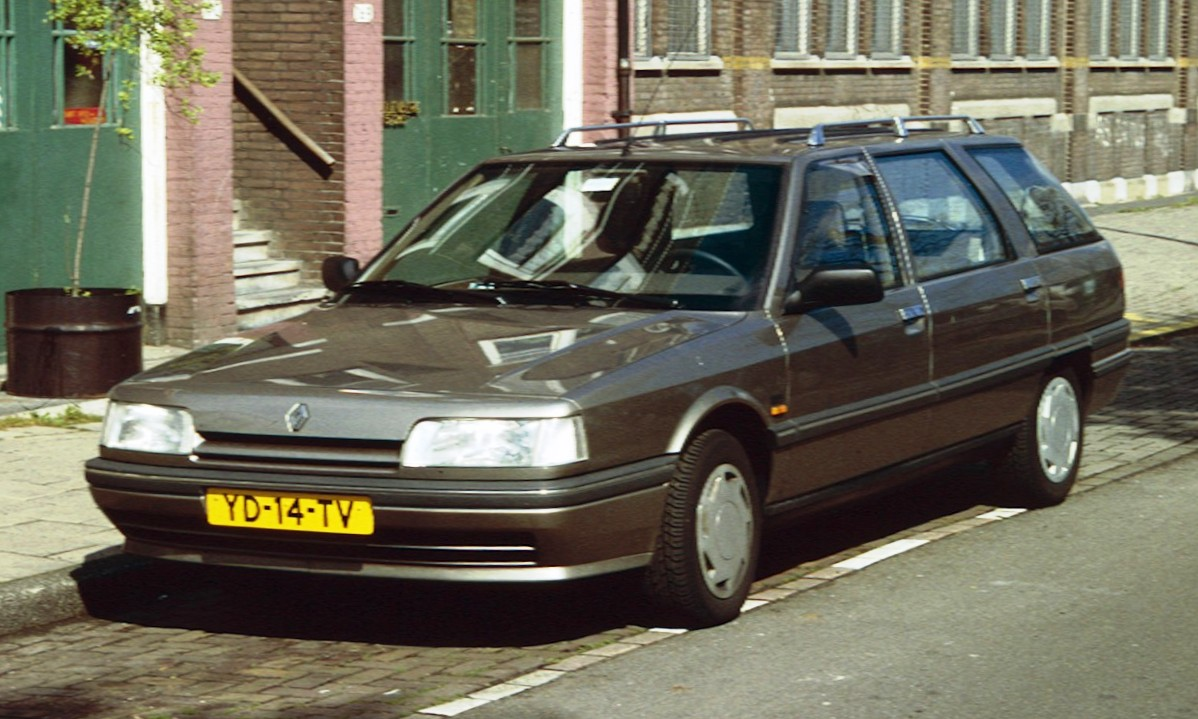
Renault 21: Stationuitvoering "Nevada"/"Savanna"

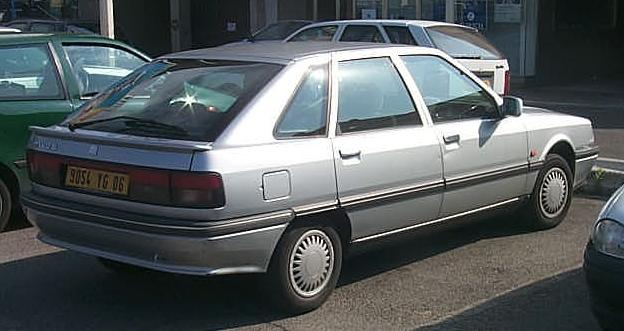
Renault 21 hatchback

## Design
In maart 1986, toen de Renault 21 sedan gepresenteerd werd, had de auto een bijzonder ontwerp. Totaal anders dan de concurrerende auto's uit die tijd zoals de Ford Sierra en de Honda Accord. Het ontwerp kenmerkt zich door strakke en hoekige lijnen. Een opvallend detail was het asymmetrisch geplaatste logo op de grill.
De auto kreeg een ingrijpende vernieuwing in 1990(Phase II), zowel technisch als qua uiterlijk. Zo kreeg de auto o.a. een nieuwe voorkant, bumpers, dashboard en achterlichten. Het nieuwe vloeiender uiterlijk was gelijkend aan de ook toen recent vernieuwde Renault 25. Belangrijk was ook de introductie van een hatchback carrosserievariant, welke overigens zeer gauw populairder werd dan de Sedan in verschillende landen).
Het topmodel was de vanaf 1988 leverbare 21 Turbo met een krachtige 2.0L Turbomotor. Van de 21 turbo werd later ook een versie met vierwielaandrijving leverbaar welke "Quadra" genoemd werd. De turbo-versies zijn o.a. herkenbaar aan de afwijkende koplampen.
De productie van de Renault 21 Sedan en Hatchback benzine-modellen werd voor Europa begin 1994 gestaakt vanwege de introductie van de volledige nieuwe Renault Laguna. De diesels en de Station (Nevada) bleven nog even op de markt totdat er van de Renault Laguna een vervanger werd geïntroduceerd. Eind 1994 werd een diesel voor de Renault Laguna geïntroduceerd. Eind 1995 kwam pas de Bréak uitvoering. Deze laatste stationversies van de "21 Nevada" droegen enkel de naam "Nevada". Ze zijn herkenbaar aan de zwarte handgrepen

## Andere markten
De productie van de Renault 21 werd in Argentinië voortgezet, een aantal jaar nadat de productie in Europa gestaakt werd. De 21 werd geproduceerd in de Renault fabriek in Santa Isabel.
Alle drie de carrosserie-varianten werden in Argentinië gebouwd. Zowel benzine als dieselmotoren. De enige benzinemotor was de 2.2 liter 8 klepper, in het begin met carburateur en later met injectie. De enige dieselmotor geleverd was de 2.2 diesel.
De 21 werd in begin jaren 90 in Turkije geproduceerd onder de naam Optima(basis model), Manager(later Manager 2000 met 2 Liter motor), en Concorde(topmodel).
De Renault 21 werd ook verkocht in Noord-Amerika voor een korte periode als "Medallion", met de 2.2 litermotor als de enige krachtbron. De auto was slechts voor een paar maanden in 1987 te koop voordat Renault haar aandeel in Americal Motors (AMC) verkocht aan Chrysler. De AMC-dealers vielen nu onder de nieuw opgerichte Jeep-Eagle divisie van Chrysler, and continueerde de verkoop van de auto onder de naam Eagle Medallion tot 1989.
De Renault 21 Phase II werd verkocht als Renault Etoile in Colombia tussen 1990 en 1995.

## Motoren

#### Benzinemotoren
| Type              | Motor     | Motor     | Motor   | Vermogen | Koppel | 0-100km/h | Topsnelheid | Jaartal     | Geleverde uitvoering |
| Type              | Inhoud    | Cilinders | Kleppen | Vermogen | Koppel | 0-100km/h | Topsnelheid | Jaartal     | Geleverde uitvoering |
| ----------------- | --------- | --------- | ------- | -------- | ------ | --------- | ----------- | ----------- | -------------------- |
| 1.7               | 1.721 cm³ | 4-in-lijn | 8V      | 76 pk    | 126 Nm | 12,0 s    | 173 km/h    | 1986 - 1988 | TL                   |
| 1.7               | 1.721 cm³ | 4-in-lijn | 8V      | 75 pk    | 125 Nm | 12,3 s    | 172 km/h    | 1988 - 1989 | TL - GTL             |
| 1.7               | 1.721 cm³ | 4-in-lijn | 8V      | 75 pk    | 127 Nm | 12,5 s    | 172 km/h    | 1989 - 1994 | TL - GTL             |
| 1.7               | 1.721 cm³ | 4-in-lijn | 8V      | 90 pk    | 135 Nm | 10,7 s    | 185 km/h    | 1986 - 1989 | TS - GTS - TSE       |
| 1.7               | 1.721 cm³ | 4-in-lijn | 8V      | 88 pk    | 132 Nm | 12,0 s    | 181 km/h    | 1988 - 1989 | GTS - RS             |
| 1.7               | 1.721 cm³ | 4-in-lijn | 8V      | 95 pk    | 140 Nm | 10,7 s    | 185 km/h    | 1989 - 1994 | GTS                  |
| 2.0i              | 1.995 cm³ | 4-in-lijn | 8V      | 120 pk   | 164 Nm | 9,7 s     | 200 km/h    | 1986 - 1989 | RX GTX - TXE - TI    |
| 2.0i              | 1.995 cm³ | 4-in-lijn | 12V     | 136 pk   | 173 Nm | 9,8 s     | 203 km/h    | 1990 - 1992 | TXI                  |
| 2.2i              | 2.165 cm³ | 4-in-lijn | 8V      | 110 pk   | 170 Nm | 9,9 s     | 192 km/h    | 1987 - 1989 | RX - GTX - TI        |
| 2.2i              | 2.165 cm³ | 4-in-lijn | 8V      | 110 pk   | 170 Nm | 9,9 s     | 192 km/h    | 1989 - 1994 | GTX - TXE            |
| 2.0i Turbo        | 1.995 cm³ | 4-in-lijn | 8V      | 175 pk   | 270 Nm | 7,5 s     | 227 km/h    | 1988 - 1990 | Turbo                |
| 2.0i Turbo Quadra | 1.995 cm³ | 4-in-lijn | 8V      | 162 pk   | 260 Nm | 8,6 s     | 217 km/h    | 1990 - 1992 | Turbo Quadra         |

Dieselmotoren
| Type  | Motor     | Motor     | Motor   | Vermogen | Koppel | 0-100km/h | Topsnelheid | Jaartal     | Geleverde uitvoeringen |
| Type  | Inhoud    | Cilinders | Kleppen | Vermogen | Koppel | 0-100km/h | Topsnelheid | Jaartal     | Geleverde uitvoeringen |
| ----- | --------- | --------- | ------- | -------- | ------ | --------- | ----------- | ----------- | ---------------------- |
| 1.9D  | 1.870 cm³ | 4-in-lijn | 8v      | 65 pk    | 118 Nm | 16,0 s    | 160 km/h    | 1989 - 1991 | SD                     |
| 2.1D  | 2.068 cm³ | 4-in-lijn | 8v      | 67 pk    | 124 Nm | 15,6 s    | 164 km/h    | 1988 - 1989 | TD - GTD               |
| 2.1D  | 2.068 cm³ | 4-in-lijn | 8v      | 73 pk    | 137 Nm | 15,1 s    | 170 km/h    | 1989 - 1994 | TD - GTD               |
| 2.1TD | 2.068 cm³ | 4-in-lijn | 8v      | 88 pk    | 181 Nm | 11,8 s    | 177 km/h    | 1986 - 1984 | Turbo D                |

Buiten Europa geleverd:
- 1.4 L (1397 cc) benzine 8-klepper, 68 pk (50 kW), topsnelheid: 165 km/h, (Turkse doorontwikkeling van de C-seriemotor, genaamd C2J)
- 1.6 L (1565 cc) benzine 8-klepper, 73 pk (54 kW), topsnelheid: 165 km/h, 0-100 km/h: 12,0 s (Argentijnse doorontwikkeling van de C-seriemotor, genaamd C2L, alleen leverbaar in Argentinië en Colombia)